# Coleoxestia nigripes
Coleoxestia nigripes là một loài bọ cánh cứng trong họ Cerambycidae.